# Campeonato Maranhense de Futebol de 1966
O Campeonato Maranhense de Futebol de 1966 foi a 45º edição da divisão principal do campeonato estadual do Maranhão. O campeão foi o Moto Club que conquistou seu 11º título na história da competição. O artilheiro do campeonato foi Hamilton, jogador do Moto Club, com 20 gols marcados.

## Premiação
| Campeonato Maranhense de 1966  |
| São Luís                       |
| ------------------------------ |
| Moto Club Campeão (11º título) |